# Marc Rothemund
Marc Rothemund (ur. 26 sierpnia 1968) – niemiecki reżyser, scenarzysta i producent filmowy.
Jest synem reżysera Sigiego Rothemunda i bratem aktorki Niny Rothemund. Zadebiutował jako reżyser komedią Dziwne zachowania dojrzałych płciowo mieszkańców dużych miast w okresie łączenia się w pary (1998). Za film ten otrzymał nagrodę dla najlepszego reżysera młodego pokolenia w Bawarii.
Jego największym dokonaniem filmowym jest historyczny obraz Sophie Scholl – ostatnie dni (2005) z Julią Jentsch w roli tytułowej. Film przyniósł Rothemundowi nominację do Oscara dla najlepszego filmu nieangielskojęzycznego oraz Srebrnego Niedźwiedzia dla najlepszego reżysera na 55. MFF w Berlinie.

## Filmografia

### Reżyser
- 1998: Dziwne zachowania dojrzałych płciowo mieszkańców dużych miast w okresie łączenia się w pary (Das merkwürdige Verhalten geschlechtsreifer Großstädter zur Paarungszeit)
- 2000: Mrówki w gaciach (Harte Jungs)
- 2005: Sophie Scholl – ostatnie dni (Sophie Scholl – Die letzten Tage)
- 2007: Pornorama
- 2010: Groupies nie zostają na śniadanie (Groupies bleiben nicht zum Frühstück)
- 2012: Człowiek robi, co może (Mann tut was Mann kann)
- 2013: Dziś jestem blondynką (Heute bin ich blond)
- 2015: Da muss Mann durch
- 2017: Randka w ciemno z życiem (Mein Blind Date mit dem Leben)
- 2017: Przyjaciel od serca (Dieses bescheuerte Herz)
- 2020: Ojcowie kontra zięciowie (Es ist zu deinem Besten)
- 2023: Wochenendrebellen